# Atomic Heart (альбом)
Atomic Heart — четвёртый студийный альбом японской рок-группы Mr. Children, выпущенный в сентябре 1994 года. В альбом вошли два сингла «Cross Road» и «Innocent World».

## Предпосылки
В ноябре 1993 года группа выпустила свой четвёртый сингл «Cross Road». Эта песня стала первой, попавшей в топ 10 (с пиком на #6) японского чарта синглов Oricon. Песня оставалась в чарте на протяжении года. Благодаря успеху сингла, группа получила известность к 1994 году. Их последующий сингл «Innocent World», который был показан в телевизионной рекламе спортивного напитка Coca-Cola Aquarius, вышел в июне 1994 года и сразу же оказался на вершине чарта. Этот сингл продержался на первом месте чарта две недели и оставался в чарте на протяжении сорока одной недели. Было продано 1,9 миллиона копий, благодаря чему этот сингл стал самым продаваемым синглом года в Японии.

## Прием альбома
Благодаря успеху синглов «Cross Road» и «Innocent World», альбом вышел на первое месте в Японском чарте альбомов с более чем 852 000 копий, проданных за первую неделю.
В чартах конца 1994 года, опубликованных Oricon, альбом входит в тройку самых продаваемых альбомов года с объёмом продаж в 1,7 миллиона копий. В 1995 альбом продолжил хорошо продаваться. Продажи в 1995 году составили ещё 1,5 миллиона копий. В 95-м году альбом занял шестое место в списке самых продаваемых альбомов этого года.
В итоге альбом провел 96 недель в топ-100 Oricon с общими продажами более чем в 3,4 миллиона копий. В ноябре 1995 года Ассоциация звукозаписывающей индустрии Японии сертифицировала альбом как трёхмиллионник за количество проданных копий. Atomic Heart был самым продаваемым альбомом в Японии, пока первый альбом группы Globe в 1996 году его не обошёл.
Наряду со своим ведущим синглом «Innocent World», за сам альбом группа получила 36-ю премию Japan Record Awards в канун нового 1994 года. Артист, прилетевший в Австралию для подготовки к предстоящему концертному туру, на церемонии не присутствовал. Было соглашение о том, что лауреаты премии должны были присутствовать на церемонии лично, поэтому их отсутствие вызвало мало споров

## Трек-лист
| №   | Название                                                         | Текст песни       | Музыка                     | Длительность |
| --- | ---------------------------------------------------------------- | ----------------- | -------------------------- | ------------ |
| 1.  | «Printing»                                                       |                   | яя                         | 0:24         |
| 2.  | «Dance dance dance»                                              | Kazutoshi Sakurai | Sakurai, Takeshi Kobayashi | 4:57         |
| 3.  | «Love connection (яп. ラヴ コネクション)»                        | Sakurai           | Sakurai, Kobayashi         | 4:57         |
| 4.  | «Innocent World»                                                 | Sakurai           | Sakurai                    | 5:45         |
| 5.  | «Classmate (яп. クラスメイト)»                                   | Sakurai           | Sakurai                    | 5:27         |
| 6.  | «Cross Road»                                                     | Sakurai           | Sakurai                    | 4:33         |
| 7.  | «Jealousy (яп. ジェラシー)»                                      | Kobayashi         | Sakurai, Kobayashi         | 6:41         |
| 8.  | «Asia (Asia) (яп. Asia (エイジア))»                              | Sakurai           | Hideya Suzuki              | 5:22         |
| 9.  | «Rain»                                                           |                   |                            | 0:20         |
| 10. | «Ame nochi hare (яп. 雨のち晴れ)»                                | Sakurai           | Sakurai, Kobayashi         | 5:34         |
| 11. | «Round About ~Kodoku no Shōzō~ (яп. Round About 〜孤独の肖像〜)» | Sakurai           | Sakurai                    | 5:25         |
| 12. | «Over»                                                           | Sakurai           | Sakurai                    | 4:27         |

## Личности
- Кадзутоси Сакурай — вокал, гитара
- Кэнъити Тахара — гитара
- Кэйсукэ Накагава — бас
- Хидэя Судзуки — барабаны
- Такуо Ямамото — альт, сопрано, тенор саксофон[5]
- Тосио Араки — труба, флюгельгорн[5]
- Хироказу Огура — бузуки, электрогитара[5]
- Томоко — хор[5]

## Выпуск альбома
Производство альбома:
- Продюсер — Такэси Кобаяси
- Аранжировка — Mr. Children и Такэси Кобаяси
- Исполнительный продюсер — Такамицу Идэ, Акира Ясукава
- Сопродюсер — Хироси Хиранума
- Запись — Хироси Хиранума
- Сведение — Хироси Хиранума
- A&R (подбор музыкантов) — Коити Инаба
- Режиссёр — Кацуми Синохара
- Компьютерное программирование — Рэнтаро Такаясу, Ёсинори Кадоя и Кэн Мацумото
- Помощник инженера — Ёсики Фукусима, Сигэки Каши, Кэдзо Авано, Наоаки Нэмото и Такэси Окано
- Записано в — Tokyufun, Токио Хилтон Отель, Oorong-soh, студия Sound Village, студия Victor Yamanakako, бесплатная студия Tsukiji и студия Baybridge
- Сведено — Tokyufun, Free Stuio Tsukiji
- Мастеринг — Студия Стерлинга, Нью-Йорк
- Мастер — Джордж Марино
- Супервайзер производства в США — Ами Мацумура
- Связи с общественностью — Масаюки Накагава
- Промоутеры — Томохиро Окада, Тецуя Ямамура, Митиру Сато, Дзюнъити Асикава
- Арт-дирекшн — Мицуо Синдо
- Дизайнер — Ryoji Ohya
- Фотограф — Итару Хирама
- Стилист — Хироко Умэяма
- Прически и макияж — Миюки Ватанабэ

## Места в чартах
| Чарт                  | Место |
| --------------------- | ----- |
| Japanese Albums Chart | 1     |

| Год  | Чарт                  | Место |
| ---- | --------------------- | ----- |
| 1994 | Japanese Albums Chart | 3     |
| 1995 | Japanese Albums Chart | 6     |

| Чарт (1970-)                 | Место |
| ---------------------------- | ----- |
| Japanese Oricon Albums Chart | 12    |

## Сертификаты
| Регион                                                      | Сертификация  | Продажи   |
| ----------------------------------------------------------- | ------------- | --------- |
| Япония (RIAJ)                                               | 3× Миллионный | 3,429,650 |
| ^ Данные о тиражах приведены только на основе сертификации. |               |           |